# Amrou Moustafa
Amrou Moustafa (ur. 12 lipca 1972) – egipski bokser.
Dwukrtonie startował na Letnich Igrzyskach Olimpijskich w Letnich Igrzyskach Olimpijskich 1996, zajął 17. miejsce, a w 1992 uplasował się na 9. pozycji.